# Felis silvestris vellerosa
Felis silvestris vellerosa es una subespecie de  mamíferos carnívoros  de la familia Felidae.

## Distribución geográfica
Se encuentra en Shaanxi (la China).